# Philipp Jakob Sachs von Löwenheim

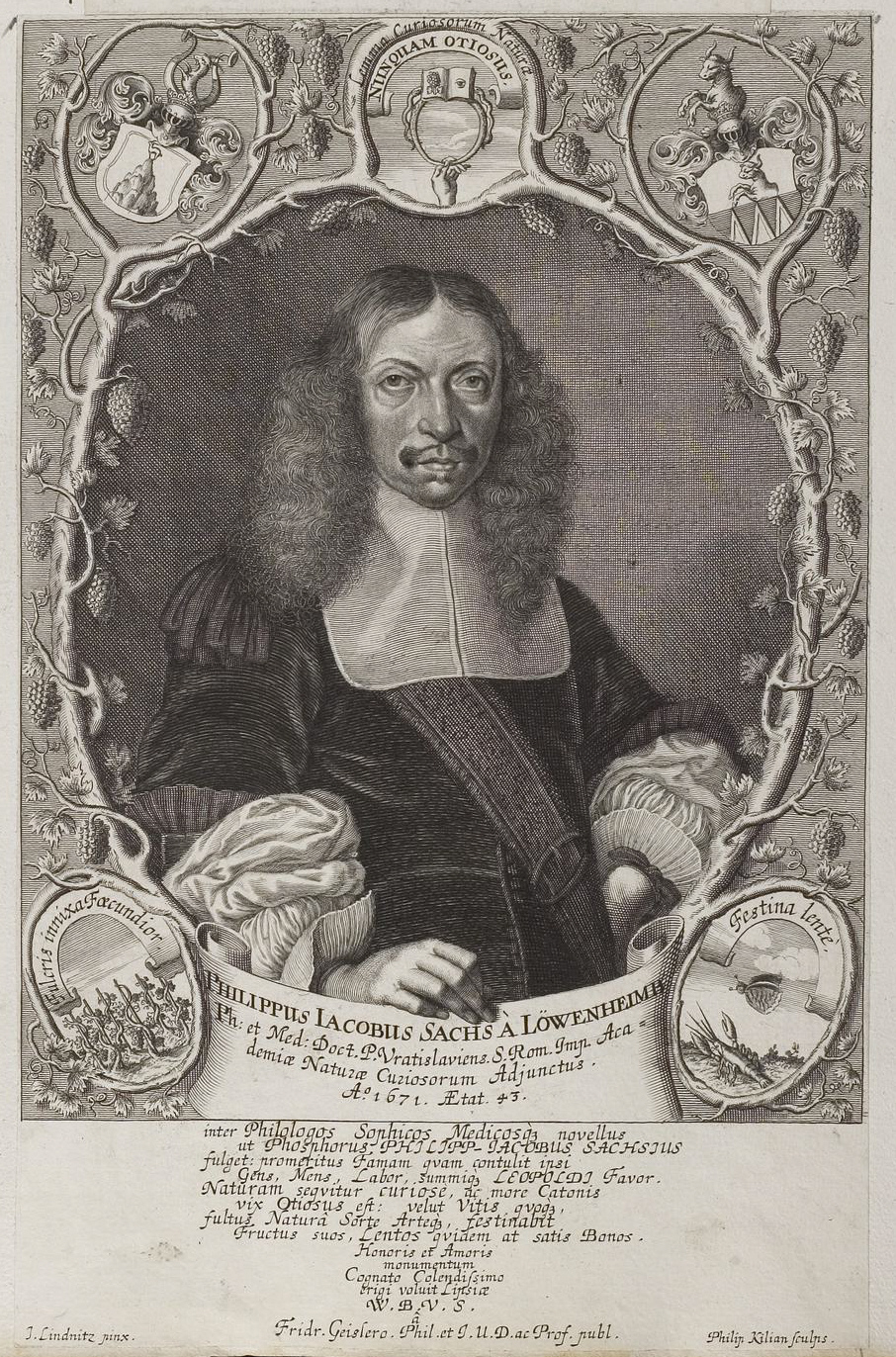
Philipp Jakob Sachs von Löwenheim, vor 1651

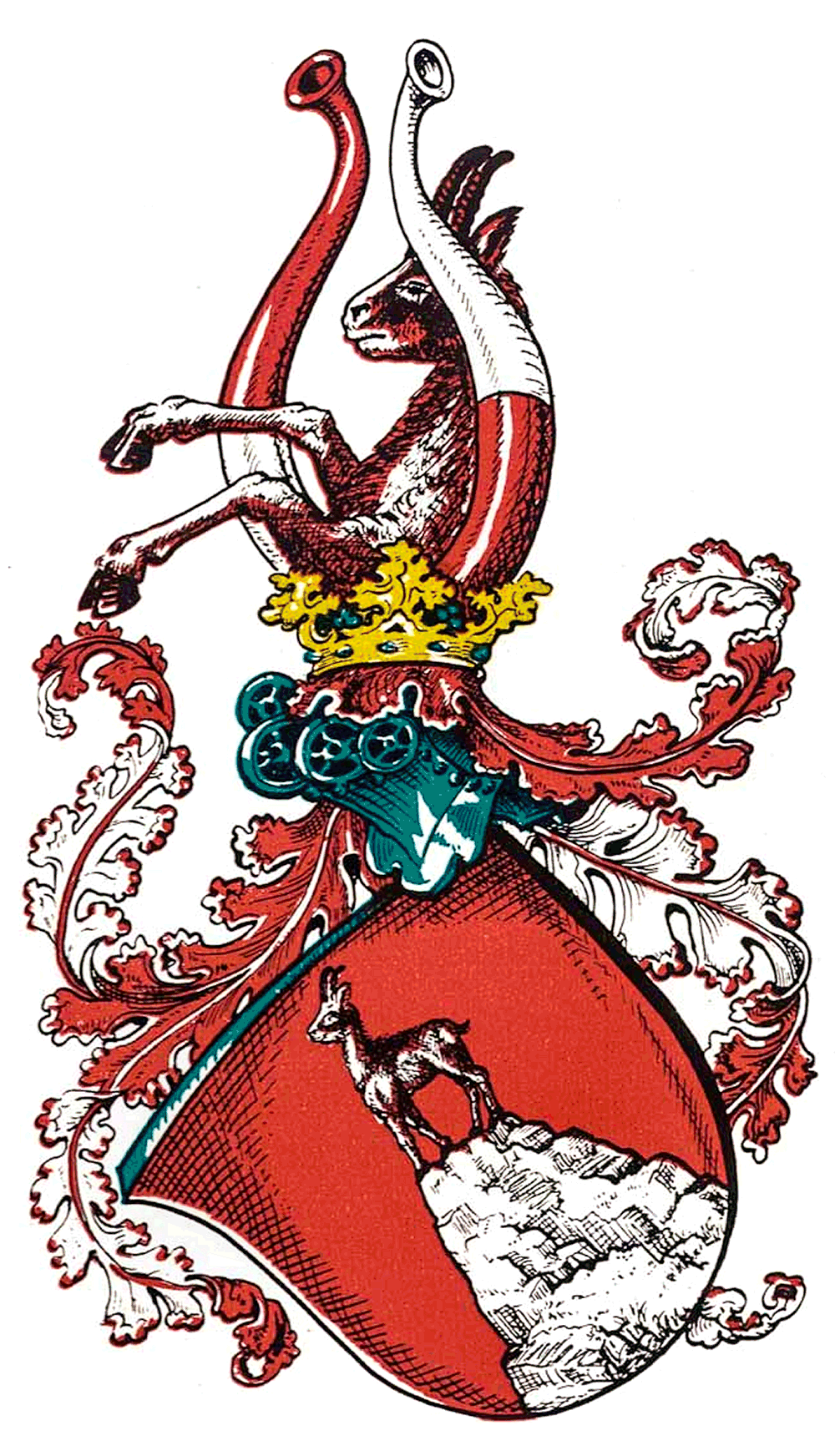
Wapen der Sachs von Loewenheim (Rudolf Stein)

Philipp Jakob Sachs von Löwenheim (auch Lewenhaimb oder Lewenheimb) (* 26. August 1627 in Breslau; † 7. Januar 1672 ebenda) war ein deutscher Mediziner und Breslauer Stadtphysicus.

## Leben
Der Schlesier Philipp Jakob Sachs von Löwenheim war der Sohn des Breslauer Kaufmanns Tobias Sachs, der 1621 Münzschreiber wurde, die Güter Klein Bresa und Alt Tuschker erwarb und 1645 mit dem Prädikatsnamen „von Löwenheimb“ in den erbländisch-österreichisch- und böhmischen Adelsstand erhoben wurde. Der Vater war ab 1626 in zweiter Ehe mit Ursula Rindfleisch verheiratet, der Tochter des Stadtphysikus Daniel Rindfleisch aus dem alteingesessenen Breslauer Stadtadelsgeschlecht Rindfleisch. Die väterliche Linie soll auf den um 1475 in Nürnberg geborenen und am 26. Februar 1558 in Breslau als Senior und Archidiakon gestorbenen Johann Sachs zurückzuführen sein, der von 1552 bis zum Tode an der Kirche St. Maria-Magdalena in Breslau amtierte.
Sachs von Löwenheim besuchte das Elisabeth-Gymnasium in Breslau. Er studierte u. a. in Holland, Straßburg, Paris, Montpellier und wurde 1651 in Padua promoviert. Anschließend praktizierte er als Arzt in Breslau. Vermählt war er ab 1653 mit Anna Magdalena Bencke, Tochter des Johann Benck, Bürgermeisters und Syndicus zu Namslau. Noch lange lebten ihre Nachkommen in Breslau.
Am 30. Dezember 1658 wurde er mit dem Beinamen Phosphorus I. als Mitglied (Matrikel-Nr. 17) in die Gelehrtengesellschaft Leopoldina aufgenommen. Er war Mitbegründer der Academia Naturae Curiosorum und 1670 in Breslau Initiator der ältesten medizinisch-naturwissenschaftlichen Zeitschrift der Welt: Miscellanea Curiosa Medico-physica Academiae Naturae Curiosorum sive Ephemeridum medico-physicarum germanicarum curiosarum. Bekannt wurde er 1661 durch eine populär-hygienische Schrift über die Trauben (Ampelographia). Mit dieser Monographie legte er die erste im Rahmen des Gründungsprogramms der Leopoldina gedruckte Arbeit vor. Darüber hinaus sorgte er für das Erscheinen der Werke der beiden Gründungsmitglieder Johann Laurentius Bausch (1605–1665) und Johann Michael Fehr (1610–1688), im ersten Fall eine Abhandlung über den Blut- und Adlerstein, De Lapide Haematite et Aetite (1665), im zweiten Fall eine über die Pflanze Scorzonera (1666). Nach dem Tod des Präsidenten Bausch rückte Sachs in den engsten Führungskreis auf. Sachs von Löwenheim war entscheidend beteiligt am Austausch mit der „Royal Academy“. Er führte eine umfangreiche Korrespondenz mit Wissenschaftlern aus ganz Europa. Am 11. Mai 1671 wurde er in Breslau vom Magistrat zum Stadtphysicus berufen, dieses Amt bekleidete neben ihm schon Johann Agricola (1590–1668).

## Schriften (Auswahl)

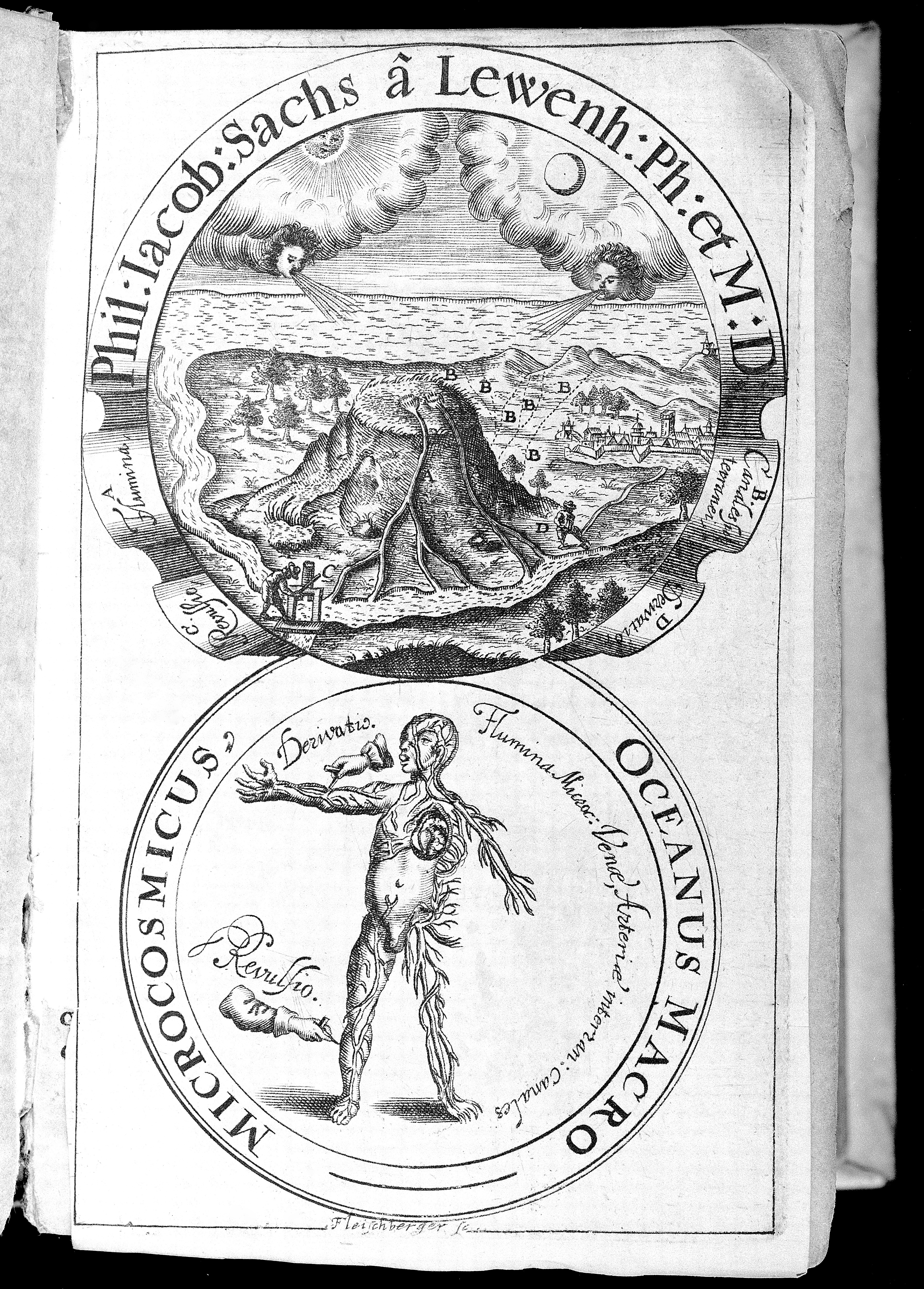
Oceanus macro-microcosmicus (Frontispiz)

- Ampelographie sive Vitis Viniferae, Leipzig 1661[8]
- Oceanus macro-microcosmicus, Breslau 1664 (Dissertation: Thomas Bartholin (1616–1680) gewidmet)[7]
- Gammarologia, Frankfurt und Leipzig 1665